# 大久保義家
大久保 義家（おおくぼ よしいえ）は、日本の空手家。本名　大久保 薫（おおくぼ かおる）。
世界空手道連盟 士道館 二代目館長（2020年）、同 大久保道場 師範。士道館空手道九段（極真会館埼玉添野道場出身）
また、埼玉県さいたま市大宮区大門町にある不動産会社 株式会社カインドエステート 代表取締役、
さいたま市見沼区の一般建設業事業社 有限会社中川産業
 代表。

## 来歴
- 昭和37年1月16日　埼玉県与野市（現さいたま市中央区）生まれ
- 昭和44年4月　与野警察柔道場に入門し柔道を学び、昭和46年に小学4年生の部にて準優勝、翌年県大会に出場
- 昭和50年4月　柔道初段を取得
- 昭和50年5月　極真会館埼玉支部浦和道場入門（添野義二師範当時に師事）
- 昭和55年7月　埼玉県テコンドー大会参戦
- 昭和56年10月　第2回士道館全日本空手道選手権大会無差別級　3回戦進出
- 昭和57年11月　硬式空手道選手権大会　優勝
- 昭和59年　第3回士道館全日本ストロングオープントーナメント空手道選手権大会軽量級　3位
- 昭和60年　第4回士道館全日本ストロングオープントーナメン空手道選手権大会中量級　3位
- 昭和61年　新格闘術キックボクシングバンタム級参戦  第5回全日本ストロングオープントーナメン空手道選手権大会前哨戦（山梨）優勝
- 平成2年　士道館ストロングオープントーナメン関東空手道選手権大会軽量級第3位（久喜）
- 平成7年　第15回全日本ストロングオープントーナメン空手道選手権大会中軽量級　3位
- 平成13年7月　参議院議員選挙　比例代表選に自由連合（代表徳田虎雄）より出馬
- 平成15年　士道館ストロングオープントーナメント全日本空手道選手権大会　型の部準優勝

- 令和2年　士道館二代目館長就任